# آرون كارثيك
آرون كارثيك (25 مايو 1994 في الهند - ) هو لاعب كريكت هندي. لعب مع رويال تشالنجرز بنغالور وAssam cricket team ‏ وTamil Nadu cricket team ‏ وBadureliya Sports Club ‏.

## وصلات خارجية
- آرون كارثيك على موقع إي آس بي آن كريك إنفو (الإنجليزية)